# オバノン (DD-450)
オバノン（USS O'Bannon, DD/DDE-450）は、アメリカ海軍の駆逐艦。フレッチャー級。艦名は、1805年の第一次バーバリ戦争における活躍から「ダーネの英雄」と呼ばれ、海兵隊讃歌の歌詞に今日までその功績を遺すプレスリー・オバノン大尉に因む。「オバノン」の名を持つ艦としては2代目にあたる。
「オバノン」は第二次世界大戦・朝鮮戦争・ベトナム戦争の3つの戦争に従事し、第二次世界大戦において17個の従軍星章と殊勲部隊章を受章した。これは第二次大戦中のアメリカ海軍駆逐艦では最多であり、海軍艦艇全体でも三番目に多い記録であった。さらに朝鮮戦争でも3個の従軍星章を受章している。
また多数の戦闘に参加し、戦闘による損傷も経験したにもかかわらず、乗員からパープルハート章（名誉死傷章）を受章するような戦死者・負傷者を全く出さなかった幸運から「ラッキー・オー」（Lucky O）の愛称を得た。

## 艦歴
「オバノン」は1941年3月3日にメイン州のバス鉄工所にて起工、1942年2月19日にオバノン大尉の子孫であるE・F・ケネディ夫人の手によって進水した。「オバノン」と姉妹艦「ニコラス」(USS Nicholas, DD-449)の2隻はフレッチャー級で最初に進水した艦であった。「オバノン」は1942年6月26日に、ボストンでエドウィン・R・ウィルキンソン中佐の指揮の下就役した。

### 第二次世界大戦
「オバノン」はカリブ海で短期間の訓練の後、1942年4月29日にボストンを出港し、すでにガダルカナルの戦いが始まっていた太平洋南西部へ向かった。日米両軍による一進一退の激戦が続くソロモン諸島において、オバノンは第21駆逐戦隊（Destroyer Squadron 21, DesRon 21）に加わり活躍、同隊の他の艦と共に殊勲部隊章を受章した。1943年3月の編成当初の第21駆逐戦隊は、旗艦「ニコラス」以下、「オバノン」「フレッチャー」(USS Fletcher, DD-445)「ラドフォード」(USS Radford, DD-446)「ジェンキンス」(USS Jenkins, DD-447)「シャヴァリア」(USS Chevalier, DD-451)「ストロング」(USS Strong, DD-467)「テイラー」(USS Taylor, DD-468) から成っていた。
1942年10月を通して、「オバノン」は上陸部隊の防衛、ヌーメアとエスピリトゥサント島からガダルカナル島およびツラギ島への護衛任務、ガダルカナル島、ムンダとコロンバンガラ島への艦砲射撃、「ザ・スロット」（ニュージョージア海峡）での夜間哨戒、日本軍の増援部隊輸送に対する警戒といった多様な任務を実施した。
「オバノン」はニューカレドニアのヌーメアを拠点に、10月9日に護衛空母「コパヒー」(USS Copahee, ACV-12) を護衛して最初の護衛任務を実施した。「コパヒー」はヘンダーソン飛行場へ展開させる海兵隊所属の20機のF4Fワイルドキャットを輸送していた。「オバノン」は同月の間、ニューヘブリディーズとソロモン諸島南部で護衛任務を実施した。11月7日、ヌーメアにてダニエル・J・キャラハン少将の支援艦隊に加わり、緊急の増援部隊、補充部隊、糧食、弾薬、そして航空機材を輸送する船団の護衛に備えた。
ガダルカナル島への途上、「オバノン」は浮上中の敵潜水艦を発見、砲撃によって潜航させ船団を安全に通過させた。11月12日の午後、一部が空荷の輸送船団を護衛中に16機の敵雷撃機による襲撃を受けたが、11機を撃墜。「オバノン」はそのうち4機の撃墜を記録している。
11月13日の第三次ソロモン海戦の第一次夜戦では、「オバノン」は戦艦「比叡」に果敢に攻撃をかけ、主砲で射撃できない至近距離まで接近した。「オバノン」の射撃は他の艦による攻撃と共に比叡に大きな損傷を負わせ、翌日処分へ追い込んだ。一説によると、重巡洋艦「サンフランシスコ」(USS San Francisco, CA-38) と共同で駆逐艦「暁」を撃沈したともされる。

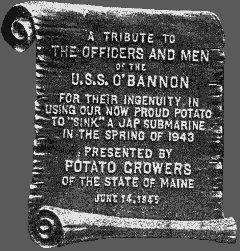
「呂34」撃沈を記念してメイン州のジャガイモ生産者から贈られた飾り板。

1943年4月5日午前2時18分、第21駆逐戦隊の僚艦「ストロング」と共に夜間の沿岸砲撃任務から帰投中だった「オバノン」は、ラッセル諸島付近で日本の潜水艦「呂34」が浮上しているのを9,350ヤード（約8,550m）の距離からレーダーで発見、急速に距離を詰めて午前2時30分に体当たりを試みた。しかし衝突する直前、艦長ドナルド・マクドナルド（Donald MacDonald）少佐ら「オバノン」の士官たちは「呂34」を機雷敷設艦と誤認して衝突を避けるため急転舵を命じた。この行動の結果、「オバノン」は「呂34」の真横に並ぶことになった。
この時、「呂34」の乗員が甲板上の8cm高角砲で攻撃を行おうとしているのを確認したが、阻止しようにも近すぎて主砲は使用できず、また「オバノン」の乗員たちは接近戦を想定しておらず小火器を持っていなかった。そのため、やむなく何かしら彼らに抵抗する道具を探し、近くの保存容器に入っていたジャガイモを掴むと「呂34」に投げつけたとされる。そして、「呂34」の乗員は投げつけられたジャガイモを手榴弾と誤認し、慌てて投げ捨てながら「オバノン」から船体を離した。
しかし艦長のマクドナルド少佐によるとこれは事実ではない。彼は、「潜水艦が非常に近接していたのでオバノンの司厨員がジャガイモを投げられると信じていた」とだけ語っている。マクドナルド少佐は実際にはジャガイモが投げられていないと繰り返し主張してきたが、「アメリカの駆逐艦が日本の潜水艦をジャガイモで沈めた」という話はメディアに取り上げられ、今日でもよく信じられている伝説が急速に広まったという。この事件を記念して贈られた飾り板は1970年代までメイン海事博物館で展示されていたが、その後所在不明になっている。
ジャガイモを投げたのかその真偽はともかく、「オバノン」は射撃可能な距離に離れた「呂34」を約1,000ヤード（約914m）から5インチ砲で射撃して少なくとも1発を命中させ司令塔に損傷を与えた。「呂34」はなおも潜航したため、「オバノン」は爆雷8発を投下した。この攻撃の後に「呂34」が艦尾から沈んでいくのが見え、翌朝には厚い油膜が広がっていた。これが「呂34」の最期であったとみられている。またこの期間、「オバノン」は少なくとも2機の敵機を撃破している。
この頃の戦況は、「オバノン」と乗員たちに緊張を強いた。入港している時間はわずかであり、短時間の補給を行うとすぐに再度出撃していった。「オバノン」は多くの水上戦闘に加わっている。7月6日にクラ湾夜戦に参加、一週間後にはコロンバンガラ島沖海戦を戦っている。

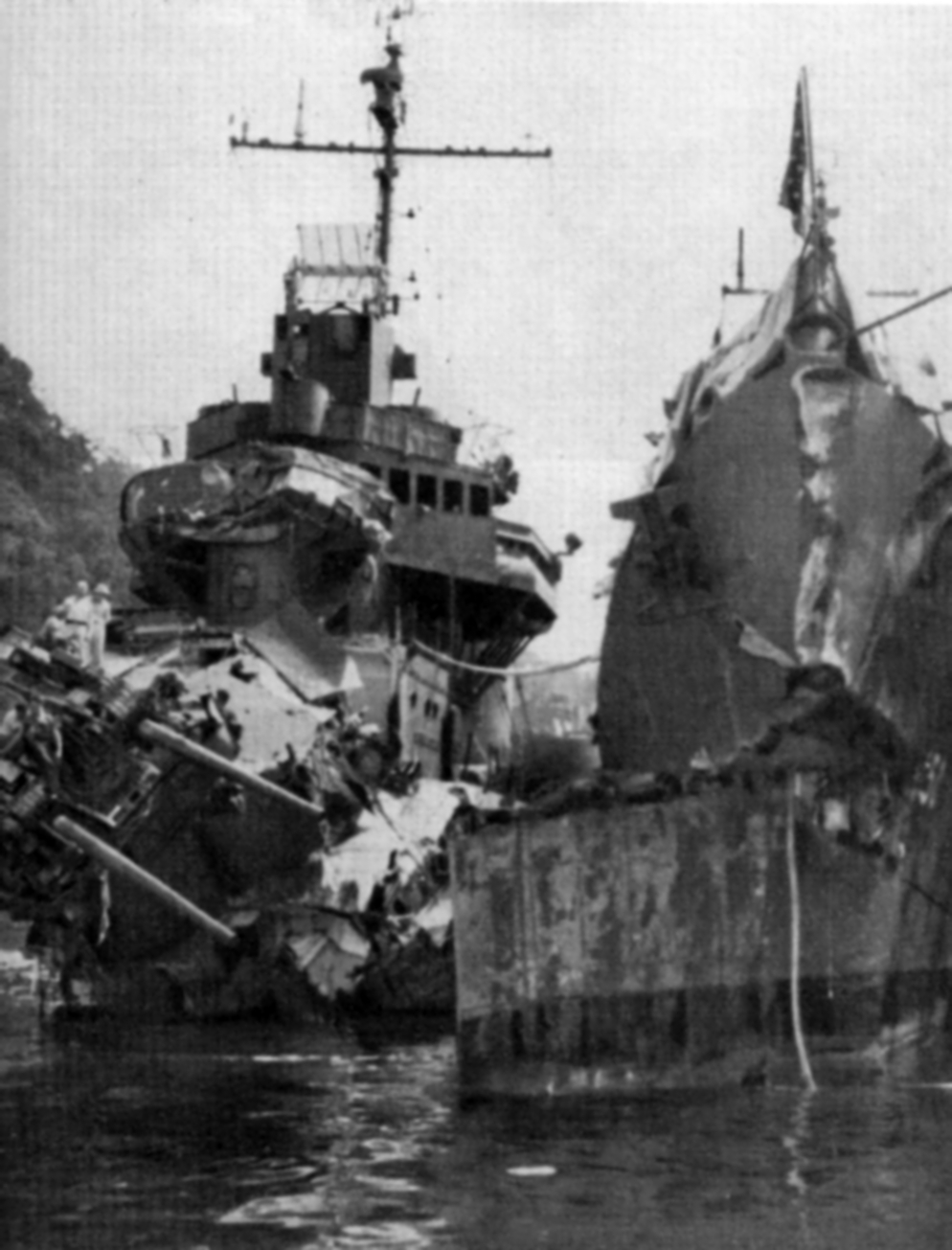
第二次ベララベラ海戦で損傷した「オバノン」（右）と「セルフリッジ」（左）。

続く2か月間、「オバノン」は大部分をベラ湾で過ごし、上陸援護、日本の増援輸送とその護衛の阻止、敵機への防空任務に従事した。第一次ベララベラ海戦をはじめとする数々の哨戒任務を通じ、姉妹艦たちの助力を受けて数隻の舟艇、2隻の駆潜特務艇、1隻の武装艇、そして砲艇1隻を沈めた。この海域における戦いのクライマックスであった10月6日の第二次ベララベラ海戦では、「オバノン」と「セルフリッジ」(USS Selfridge, DD-357)「シャヴァリア」の3隻が魚雷と砲撃で駆逐艦6隻からなる日本の夜襲部隊に攻撃をかけ駆逐艦「夕雲」を撃沈した。しかし「シャヴァリア」と「セルフリッジ」が被雷し、「オバノン」も「シャヴァリア」の後方に接近しすぎていたため避けきれず「シャヴァリア」の艦尾に衝突してしまう。「オバノン」は艦首を破損したが、損傷した2隻の僚艦を護衛し、「シャヴァリア」の乗員を救助した。その後日本側は退避していった。
「オバノン」はツラギにおいて損傷の修理を行った後、オーバーホールのために西海岸へ向かった。1944年3月18日にソロモンに戻ると、ニューギニアでの勝利以降西方へと続く各地への上陸戦に参加することになった。レイテ島の戦いに参加する部隊を乗せた船団を護衛してホーランジアを出港した10月18日までの間、各地で護衛や上陸支援に従事している。船団はレイテ沖海戦の直前の10月24日に無事に到着した。「オバノン」は空襲の中、北部上陸地域の防衛や海戦中のレイテ湾口警戒を行っている。

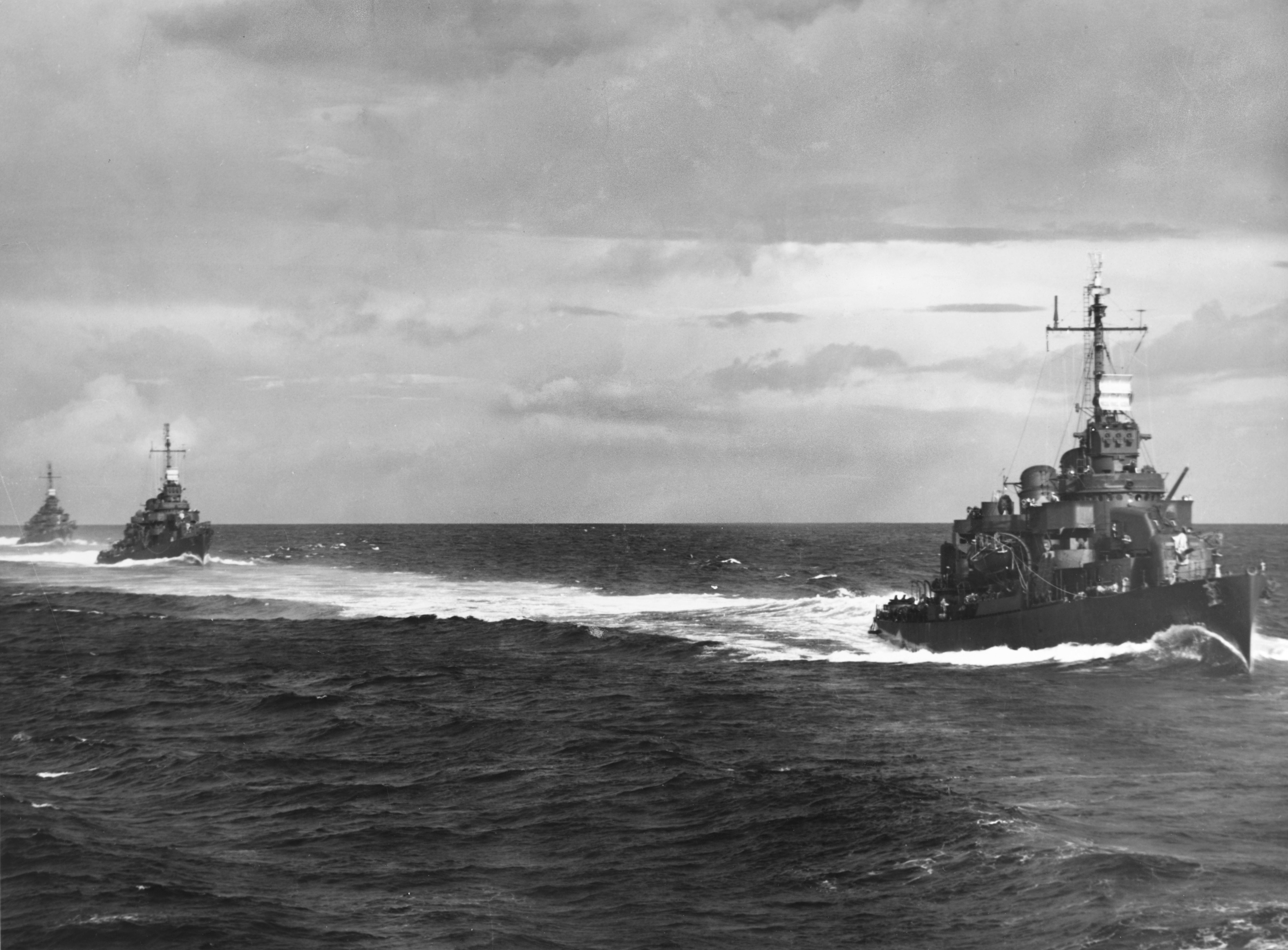
ソロモン諸島を進む第21駆逐戦隊の各艦。先頭から「オバノン」「シャヴァリア」「テイラー」の順。1943年8月15日、「ニコラス」艦上から撮影。

1945年6月までの間、「オバノン」は主にフィリピン各地での護衛、戦闘任務をおこなった。一連の活動には、オルモック湾、ミンドロ島、リンガエン湾、バターン、コレヒドール、パラワン島、サンボアンガ、セブ島そしてカラボアでの戦闘が含まれる。初期には頻繁に空襲が行われたが、オバノンは数機の敵機を撃退した。リンガエン湾で活動中だった1945年1月31日、3隻の駆逐艦と共同で敵潜水艦を撃沈した。この潜水艦は戦後調査された日本側の記録から、「呂115」であったと考えられている。4月の終わりから5月初めにかけて、「オバノン」はフィリピンでの活動を中断してタラカン島とボルネオ島で火力支援を行ったほか、現地での掃海作業の援護を実施した。
「オバノン」は6月17日に沖縄近海で護衛空母群と会合し、先島諸島を空襲する彼らを護衛した。7月には本州北部と北海道を空襲する大型空母の護衛を行った。終戦に伴い8月27日まで本州近海の哨戒を実施。戦艦「ミズーリ」(USS Missouri, BB-63) が東京湾に入った時、「オバノン」は「ニコラス」と「テイラー」と共に「ミズーリ」を護衛した。これは「南太平洋から最後の最後までの長い道程での彼女らの勇敢な戦いのために」（because of their valorous fight up the long road from the South Pacific to the very end.）というウィリアム・ハルゼー大将の言葉によるものだった。それから降伏文書調印式の前日である9月1日まで哨戒を実施した後にサンフランシスコへ向けて出港し、日本近海から初めて本国に凱旋した艦艇となった。「オバノン」はオーバーホールの上で1946年5月21日に退役した。

### 朝鮮戦争
1949年1月17日から1950年2月10日にかけて、「オバノン」はロングビーチ海軍造船所において護衛駆逐艦に改装された。そのため、艦番号は1949年3月26日にDDE-450に変更されている。

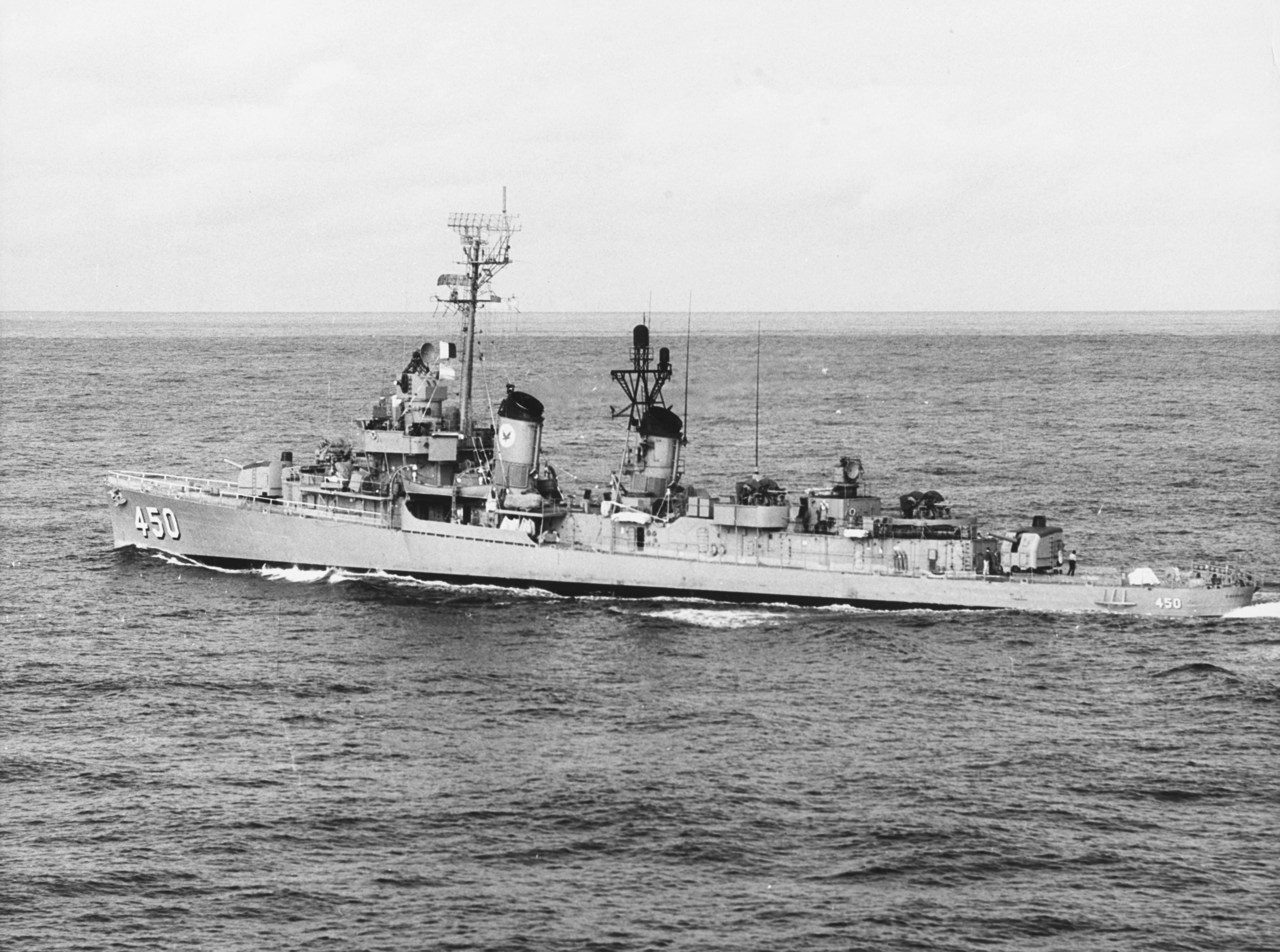
護衛駆逐艦に改装後のオバノン。ヘッジホッグ対潜迫撃砲や3インチ連装速射砲が搭載されている。1968年日本海にて撮影。

「オバノン」は1951年2月19日に再就役し、真珠湾の沖合で活動した。最初の展開任務は11月9日、朝鮮戦争にともなう国連軍に参加して朝鮮半島での北朝鮮軍の攻撃を阻止することだった。続く7か月の間、地上目標を空爆する空母を護衛し、さらに元山周辺で海上封鎖と護衛を行う分艦隊の旗艦を務めた。敵の砲台、道路及び鉄道輸送路、弾薬集積所、集結中の敵部隊などを砲撃したほか、朝鮮半島と日本を行き交う船団の護衛を実施している。
1952年6月20日に帰国後は真珠湾の周辺で訓練を行い、さらにエニウェトク環礁で初の水爆実験（アイビー作戦）に参加した。「オバノン」は1953年4月下旬に真珠湾を出港後、空母の護衛として台湾海峡への展開や日本および米統治下の沖縄沖で演習を行った。
朝鮮戦争とベトナム戦争の戦間期、いかなる有事の際にも迅速に第7艦隊の艦艇と人員を展開させられるようにするというアメリカの複雑な計画に「オバノン」も組み込まれた。これは更なる極東での6か月にわたる展開と演習、そして真珠湾でのオーバーホールを意味した。極東展開の間、日本、フィリピン、台湾、オーストラリア、ニュージーランドの港を訪れたほか、招待によって香港で短期間のレクリエーション寄港を行っている。また、オーストラリアもしくはニュージーランドにおいて例年行われる珊瑚海海戦の追悼式典に度々参加した。東南アジア条約機構（SEATO）加盟国との共同演習、沖縄での海兵隊との演習、第7艦隊の各種演習を行った。真珠湾にいる間には、自らの訓練と共に予備役兵への訓練を支援、場合によっては宇宙ロケットやミサイルの発射に伴い軌道上に展開することもあった。1962年の夏と秋には、ジョンストン島での核実験に参加している。
1962年6月30日に「オバノン」の艦番号はDD-450に戻された。

### ベトナム戦争
1964年、「オバノン」はジョン・ウェイン主演の映画「危険な道」（原題：In Harm's Way）の撮影に使用された。
「オバノン」が初めてベトナム沿岸に接近したのは1964年から1965年にかけての展開においてであり、12月26日に哨戒と海域調査のために香港を出港した。1966年の洋上展開の多くを、南北ベトナムで艦載機による空爆に従事する空母「キティ・ホーク」(USS Kitty Hawk, CVA-63) のプレーンガードとして過ごした。同年5月と6月には、それぞれ1週間「オバノン」は地上砲撃を行い、南ベトナム解放民族戦線の宿営地や集結中の兵員、小型艇を破壊した。

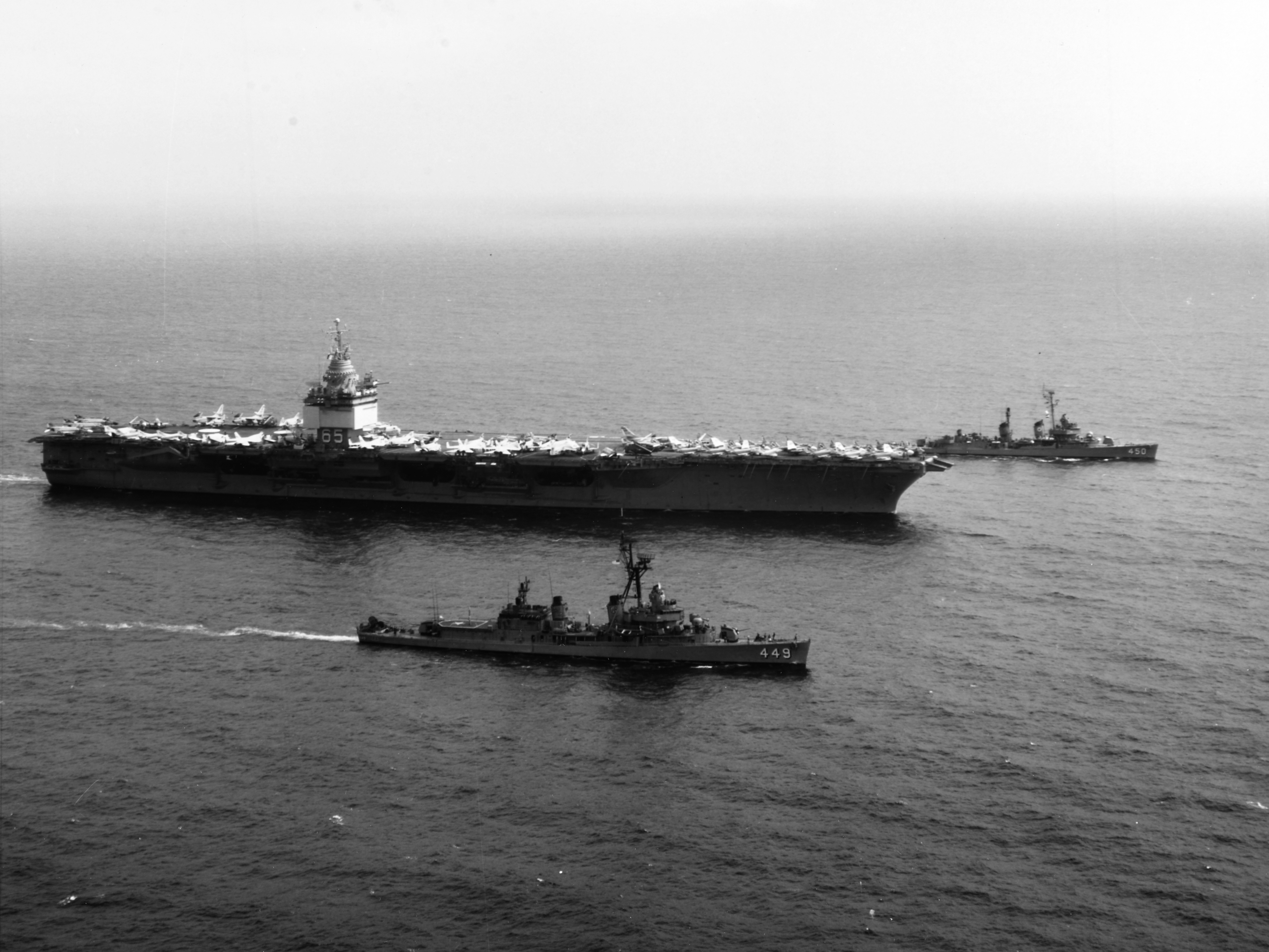
トンキン湾へ向かう空母「エンタープライズ」(USS Enterprise, CVAN-65) を護衛する「オバノン」（奥）と「ニコラス」（手前）。1968年3月6日撮影。

このベテラン駆逐艦は横須賀を経由しながら7月30日に真珠湾へ帰還し、8月にアポロ宇宙船の回収訓練を行う。このため9月に「オバノン」はジェミニ11号の回収部隊に加わることになった。1967年春にはグアムを訪問し、7月初めに新たな極東展開のために母港へ戻った。
「オバノン」は9月28日に日本へ向かい10月7日に横須賀へ到着。15日にはスービック湾へ到着した。空母「コンステレーション」(USS Constellation, CVA-64) と共に戦闘海域へ向かい、11月7日からヤンキー・ステーションでプレーンガードを務める。スービック湾と香港での2週間の休養の後、「オバノン」はダナンへ艦砲射撃任務のため出港した。12月初めには台湾を訪問するが、15日には軍事境界線のすぐ南で火力支援を行うために戻った。2日後、軍事境界線上空で被弾し沿岸で不時着した米軍機の乗員の救助を支援した。敵の沿岸砲台の砲撃を受けたが被害はなかった。1967年の終わりを迎えても、いまだ友軍地上部隊への砲撃支援を行っていた。
1970年1月30日、真珠湾において「オバノン」の退役式典が行われ、同日除籍された。横にはかつて共に進水し、共に第二次世界大戦を戦い、共に東京湾で終戦を見届け、共に朝鮮戦争に参加し、共にベトナムで戦った姉妹艦の「ニコラス」が並んだ。そして2隻は共に退役した。「オバノン」には生涯で延べ約4,000名の乗員たちが勤務した。1970年6月6日にスクラップとして売却され、2年後に解体された。